# Урусова
Уру́сова (рос. Урусова) — присілок у складі Туринського міського округу Свердловської області.
Населення — 34 особи (2010, 64 у 2002).
Національний склад населення станом на 2002 рік: росіяни — 97 %.